# Haradské války
Haradské války byly ve fiktivním světě J. R. R. Tolkiena serií konfliktů mezi královstvím Jižních Dúnadanů, Gondorem, a koalicí zemí Haradu a Černých Númenorejců, jejichž řady v průběhu válek rozšířili Temní Dúnadani, Castamirovi stoupenci a korzáři z Umbaru. Tyto války byly rovněž ovlivněny Občanskou válkou v Gondoru, morovou epidemií a válkami Gondoru s Konfederací Vozatajů a zeměmi Východňanů spolupracujícími s Vozataji, a jejich konečný výsledek měl velký vliv na Gondor a Harad.

## Pozadí
Během své vlády král Tarannon Falastur si vzal za ženu Berúthiel, Černou Númenorejku, aby zpevnil vliv Gondoru podél pobřeží na jih a aby vylepšil vztahy s Černými Númenorejci. Manželství však nevyšlo podle jeho představ a Berúthiel byla později kvůli špionáži vyhnána z Gondoru a na lodi poslána zpět na jih. Za vlády krále Tarannona nejsou zmíněny žádné války s Černými Númenorejci nebo Haradskými.Je možné, že vyhnání královny Berúthiel, která byla naposledy viděna proplouvat kolem Umbaru, urazilo zemi nebo kolonii Černých Númenorejců, ze které Berúthiel pocházela. Dobytí Umbaru se odehrálo za vlády krále Eärnila I., 23 let po smrti krále Tarannona.

## Etapy válek

### První etapa (920-1050)
Roku 913 T.v. nastoupil na Gondorský trůn Eärnil I., který se rozhodl pokračovat v Tarannonově plánu. Opravil přístav Pelargir, postavil velkolepé námořnictvo, a zahájil expanzi na jih podél pobřeží. Roku 920 překročil řeku Poros a vpadl do Harnodoru, který ovládali Černí Númenorejci, konkrétně Umbarští Ar-Adûnâim. Během desetiletí vytlačil Černé Númenorejce za řeku Harnen a oblehl město Umbar, které roku 933 dobyl. Umbar byl dobyt za cenu ohromných ztrát, protože jeho Númenorští obyvatelé jako potomci Královských Númenorejců zdědili svou nenávist ke Gondoru jako říši Věrných Númenorejců a Umbar vehementně bránili. V důsledku dobytí Umbaru Gondorem byli černí Númenorejci z Umbaru vyhnáni z města a Umbar se stal velkým přístavem a pevností moci Gondoru. Jen o tři roky později, v roce 936, král Eärnil byl ztracen na moři s mnoha loděmi a muži ve velké bouři u Umbaru. Vyhnaní Černí Númenorejci se přesunuli do exilu na jih a na východ ke svým spojencům, Haradským a jiným zemím Černých Númenorejců a začali organizovat odpor proti Gondoru a shromažďovat vojsko k dobytí Umbaru. Eärnilův syn Ciryandil pokračoval ve stavbě lodí a posilování Gondorského námořnictva. Během jeho vlády Haradští společně s Černými Númenorejci, kteří byli vyhnáni z Umbaru, přišli s velkou silou a oblehli Umbar. V roce 1015 se Ciryandil pokusil vyprostit město z obléhání, ale byl poražen a zabit poblíž Umbaru.
Obléhání Umbaru trvalo mnoho let, ale Umbar nebylo možné dobýt kvůli námořní síle Gondoru, pravděpodobně proto, že Umbar mohl být po moři znovu zásobován a posílen loděmi z Gondoru. Ciryandilův syn Ciryaher tím získal dostatek času na shromáždění armády a námořnictva, sestoupil po zemi přes řeku Harnen a po moři a zcela porazil obléhatele v roce 1050 T.v.. V důsledku toho Ciryaher přijal jméno Hyarmendacil, znamenající „Jižní vítěz“ a vůdci Haradských zemí sousedících s Gondorem museli uznat autoritu Gondoru. Za jeho vlády se říše Gondoru rozpínala po celý Harondor, na jih přes řeku Harnen v Harnendoru podél pobřeží na poloostrov a území kolem Umbaru, a synové vládců Haradu žili jako rukojmí na dvoře krále Ciryahera.

### Druhá etapa (1050-1448)
Po dobytí Umbaru postavili Gondorští na nejvyšším kopci ostrohu nad přístavem velký bílý sloup jako památník podrobení Saurona númenorským králem Ar-Pharazȏnem. Sloup byl korunován křišťálovou koulí, která odrážela paprsky slunce a měsíce a zářila jako jasná hvězda, kterou bylo možné vidět za jasného počasí i na pobřeží Gondoru nebo daleko na západním moři. Po jejich neúspěšném obléhání Černí Númenorejci pokračovali v organizování odporu proti Gondoru a podnikali útoky na jeho území, avšak i přes jejich úspěchy v Harnodor a Harnendoru nedokázali dobýt město zpět, a ani námořnictva budována pro proražení Gondorské obrany nedokázala prorazit skrz Gondorské námořnictvo, které úspěšně bránilo útokům, a tak se boje v této etapě omezily pouze na námořní střety a pohraniční boje s drobnými změnami na území. Když král Valacar z Gondoru zestárl, v jižních provinciích vypukla vzpoura, protože se oženil se Seveřankou, ženou která nebyla Númenorské krve, a jejich syna Eldacar, dědic krále, proto neměl podle nich nárok na trůn. Po smrti krále Valacara v roce 1432 začala v Gondoru občanská válka, nazývaná také jako Příbuzenská válka. Lidé z velkých přístavů Umbar a Pelargir, jižní provincie, Gondorské námořnictvo a pobřežní teritoria se sjednotili do jedné frakce jako Castamirovi stoupenci a podporovali kapitána lodí Castamira, který byl krví nejblíže ke koruně. V roce 1437 Castamir dobyl Ithilien, zmocnil se Osgiliathu, sesadil Eldacara, který uprchl ke svým příbuzným v Rhovanionu. O deset let později, v roce 1447 Eldacar se vrátil ze severu s velkou armádou, která se skládala z Dúnadanů ze severních provincií Enedwaithu, Calenardhonu, Anorienu a Dorrhúnenu a Seveřanů, kteří byli ve službách Gondoru nebo přišli z Království Rhovanionu na pomoc, a kterých byla většina, a zabili Castamira ve velké bitvě na brodech řeky Erui. Castamirovi synové však utekli do Pelargiru a Eldacar Pelargir oblehl. Během této doby Černí Númenorejci podporovali Castamirův nárok a částečně bojovali i na jeho straně, zatímco se pokoušeli obnovit svoji kontrolu nad ztracenými územími.

### Třetí etapa (1448-1944)
V roce 1448, poté, co Castamirovi synové shromáždili v Pelargiru všechny síly, které mohli, odpluli do Umbaru, ostatních jižních provincií, nebo do exilu mezi Černé Númenorejce. Jižní provincie Gondoru se všechny odtrhly, Umbarští a Černí Númenorejci obnovili svou kontrolu a ti z Castamirových stoupenců, kteří se usadili v Umbaru, zřídili útočiště pro všechny nepřátele Gondoru v Umbarských přístavech. Je možné, že rebelové vzali své manželky a rodiny s sebou na jih, protože se dlouho zdržovali s ostatními svými příbuznými v Pelargiru a byli schopni shromáždit lidi u Pelargir, protože Eldacar neměl žádné lodě, kterými by Pelargir oblehl přes moře. Umbar od té doby zůstal pod kontrolou Umbarských a Černých Númenroejců a ti z Castamirových stoupenců, kteří se ukryli v Umbaru, se stali hrozbou pro gondorské pobřeží a veškerý provoz na moři - tato frakce byla od té doby známa jako Korzáři z Umbaru. Oblast podél řeky Poros se stala zemí věčných bojů mezi Gondorskými a Černými Númenorejci, kterým nyní pomáhali korzáři z Umbaru, a v důsledku ztráty celého námořnictva, všech jižních provincií a oslabení Gondoru se rozpadl vliv Gondoru nad zeměmi Haradu, které se následně připojili zpět ke koalici a obnovili boje.
Po občanské válce často příbuzní gondorských králů a jiní lidé z řad Gondorských, kteří byli podezřelí ze zrady nebo spiknutí proti králům, uprchli nebo byli vyhnáni do Exilu, kde se přesunuli do Umbaru a jiných center na jihu a přidali se k nepřátelům Gondoru. V roce 1540 byl král Aldamir zabit v bitvě s Haradskými a Korzáry z Umbaru. V roce 1551 jeho syn Hyarmendacil II. porazil muže z Haradu a vytlačil Umbarské zpět za řeku Poros. Vůdci korzárů, Angamait a Sangahyand, potomci stoupenců Castamira, se prostřednictvím špiónů dozvěděli, že Minardil, král Gondoru, je v gondorském přístavu Pelargir a že nemá podezření na žádné nebezpečí, protože jeho otec porazil Haradské a Umbarské síly v jižním Ithilienu. V roce 1634 korzáři z Umbaru vedení Angamaitëm a Sangahyandem podnikli velký nájezd podél řeky Anduiny, zabili Minardila v Pelargiru, zpustošili Pelargir a Gondorské pobřeží společně s osadami podél řeky Anduiny až k Lossarnachu a stáhli se zpět s velkou kořistí. Za vlády krále Telumehtara, Minardilova prasynovce, přepadli korzáři celé pobřeží Gondoru až po Anfalas. V důsledku toho Telumehtar shromáždil své síly, na Umbar zaútočil a vyhnal korzáry v roce 1810.V této válce zemřeli poslední Castamirovi potomci v Umbaru a Telumehtar přidal ke svému jménu titul Umbardacil, neboli „vítěz nad Umbarem“.
Umbar byl opět chvíli držen, tentokrát jako enkláva obklopená územím nepřátel, králi Gondoru, ale byl znovu ztracen, když padl do opět do rukou Černých Númenorejců, kteří ho s pomocí Haradských vzali útokem a Gondorské pozice v Harondoru byli definitivně ztraceny, a síly Gondoru zatlačeny do Ithilienu. Je možné, že Umbar drželi králové Gondoru zhruba 10-20 let. V roce 1899 král Calimehtar byl osvobozen od nebezpečí Haradu, když vedl armádu z Ithilienu na planinu Dagorlad, protože národy Haradu byly v tomto období zapojeny do válek a vlastních sporů a fronta na řece Poros utichla. Od roku 1899 do roku 1944 si Gondor užíval oddechu od války. Po roce 1944 přebrali Haradské země iniciativu a Umbarští a Černí Númenorejci limitovali své aktivity pouze na podporu Haradských, a na občasné námořní útoky na Gondor s korzáry.

## Důsledky
Tyto války měli kvůli okolním událostem velmi negativní dopady na Gondor. Bez námořnictva Gondor nemohl efektivně bránit svá pobřeží proti útokům korzárů a jejich spojenců, kteří i po skončení Haradských válek pokračovali ve svých nájezdech, posíleni Gondorským námořnictvem, které celé přeběhlo na jejich stranu. Kvůli jejich porážkám ve válkách s Konfederací Vozatajů, které způsobily Gondoru katastrofální ztráty, si Gondor nemohl dovolit soustředit více sil na jih, ani opevnit své hranice. Dříve probíhající občanská válka a morová epidemie z roku 1636 situaci Gondoru ještě více zhoršila, a Gondor tedy už nemohl shromáždit tak velké armády jako mohl během první etapy válek. Aby toho nebylo málo, po občanské válce se objevili tzv. Gondorští Renegáti, lidé a vojáci Gondoru kteří dezertovali nebo přebíhali k Umbarským a Haradským a obrátili se proti Gondoru. Populační katastrofa Gondoru byla zažehnána migrací Seveřanů na jih, kteří se i po válkách s Vozataji usazovali v Gondoru a pomohli tak obnovit populaci většiny regionů (kromě Calenardhonu a Ithilienu). Mísení Gondorských Dúnadanů se Seveřany však způsobilo oslabení Númenoreské krve v Gondorské populaci a Gondorský lid tak v průběhu let postupně ztrácel sílu Númenoru a slábl.
Umbarští a Černí Númenorejci obnovili svou kontrolu nad územími které dříve během války ztratili a později zastavili veškeré bojové akce proti Gondoru, avšak jejich nenávist vytrvala, a tak podporovali jak korzáry decimující gondorská pobřeží, tak Haradské země, které pokračovaly a intenzivně bojovali v pohraničních konfliktech o řeku Poros a jižní Ithilien.
Na podzim roku 1973 král Eärnil se cítil dostatečně bezpečný na to, aby mohl poslat Arthedainu pomoc, a poslal velkou armádu na sever do Angmarských válek, a její oddíly se vylodily v Šedých přístavech, Harlondu a Forlondu. Zdá se nepravděpodobné, že by se král Eärnil cítil dostatečně bezpečně, aby poslal velké množství lodí z Gondoru na pomoc Arthedainu, protože se bál útoku flotil Umbarských, Černých Númenorejců a korzárů na Gondor.
V roce 2746 byl korzáry z Umbaru zabit 15. kníže Dol Amrothu. V roce 2758 z Umbaru připluly tři velké flotily korzárů a Haradští vpadli do Ithilienu a na všech pobřežích Gondoru došlo k bojům. Korzáři navíc přistáli v ústí řek Lefnui a Isen a připojili se k Dunlenďanům, kteří byli pod vedením Wulfa, a napadli Rohan. V roce 2885 Umbarští naposledy podpořili Haradské v jejich invazi do Ithilienu, a ačkoliv si nárokovali Harondor, území jejich spojenců, nevypukl mezi Haradskými a jejich spojenci žádný konflikt.